# Edith H. Luchins
Edith H. Luchins (* 21. Dezember 1921 in Brzeziny, Polen als Edith Hirsch; † 18. November 2002 in Suffern, New York) war eine US-amerikanische Mathematikerin und Gestaltpsychologin.

## Biografie
Geboren in Polen als Edith Hirsch, ältestes von vier Kindern, wanderte sie mit ihren Eltern 1927 nach New York City aus. Am Brooklyn College erwarb sie 1942 ihren ersten Studienabschluss (Bachelor) in Mathematik. Schon während ihrer Zeit in der Highschool besuchte sie Lehrveranstaltungen in Psychologie, die von Abraham S. Luchins geleitet wurden, einem Schüler des Begründers der Gestalttheorie, Max Wertheimer. Damit begann nicht nur eine Leidenschaft für die Psychologie, die ihr weiteres Leben wesentlich mitbestimmen sollte, sondern auch eine Partnerschaft in Ehe, Familie und Wissenschaft. 1944 erwarb sie ihren Master in Mathematik an der New York University und begann noch im gleichen Jahr am Brooklyn College Mathematik zu unterrichten.
1949 übersiedelte sie mit ihrer Familie für fünf Jahre nach Montreal, wo ihr Mann an der McGill University lehrte. Nachdem Abraham S. Luchins 1954 eine Berufung an die University of Oregon erhalten hatte und sie dorthin übersiedelt waren (sie hatten inzwischen vier Kinder), nahm sie ihr universitäres Mathematik-Studium wieder auf und schloss dieses 1957 mit dem Doktorat bei Bertram Yood ab (On some properties of certain Banach algebras).
In weiterer Folge unterrichtete Edith Luchins Mathematik am Rensselaer Polytechnic Institute von 1962 bis zu ihrer Pensionierung im Jahr 1992. Sie war die erste Frau, die am Rensselaer Polytechnic Institute eine volle Professur erhielt, und eine der ersten Frauen in den USA, die an einer größeren Universität eine Mathematik-Professur innehatten.
1991–1992 lehrte sie als Gastprofessorin für Mathematik an der United States Military Academy in West Point. Nach ihrer Pensionierung setzte sie ihre Lehr- und Forschungstätigkeit am Rensselaer Institut bis kurz vor ihrem Tod fort.
Zusammen mit ihrem Mann Abraham S. Luchins veröffentlichte sie neben ihren eigenen mathematischen Arbeiten eine Vielzahl von bedeutenden Untersuchungen zur Weiterentwicklung der Gestalttheorie und war Mitglied des Advisory Board der internationalen Zeitschrift Gestalt Theory vom Gründungsjahr 1979 bis zu ihrem Ableben.

## Ehrungen
- Rensselaer Distinguished Teaching Award
- Darrin Counseling Award
- Martin Luther King Jr. Award
- Rensselaer Alumni Association Outstanding Faculty Award
- Award for Distinguished Public Service of the United States Military Academy in West Point
- 1998 Ehrenmitglied der internationalen Gesellschaft für Gestalttheorie und ihre Anwendungen

## Werke (Auswahl)
- 1959 (mit Abraham S. Luchins): Rigidity of Behavior - A Variational Approach to the Effect of Einstellung. University of Oregon Books: Eugene, Oregon. Reprint 2003 Textbook Publishers, ISBN 0-7581-2895-9
- 1965 (mit Abraham S. Luchins): Logical Foundations of Mathematics for Behavioral Scientists. Holt, Rinehart: New York.
- 1969 (mit Abraham S. Luchins): The Search for Factors that Extremize the Autokinetic Effect. Faculty-Student Association: State University of New York at Albany.
- 1970 (mit Abraham S. Luchins): Wertheimer's Seminars Revisited: Problem Solving And Thinking, Vols. I, II and III, S.U.N.Y., Albany.
- 1979 (mit Abraham S. Luchins): Introduction to the Einstein-Wertheimer Correspondence, Methodology and Science, Special Einstein Issue, 12, 165-202.
- 1982 (mit Abraham S. Luchins): An Introduction to the Origins of Wertheimer's Gestalt Psychology, Gestalt Theory, 4(3-4), 145-171.
- 1988(mit Abraham S. Luchins): The Einstein-Wertheimer Correspondence on Geometric Proofs, The Mathematical Intelligencer, 12(2), pp. 35-43.